# U 12 (U-Boot, 1911)
U 12 war ein U-Boot der deutschen Kaiserlichen Marine.

## Bau und Indienststellung
U 12 war ein sogenanntes Zweihüllenboot, als Hochseeboot in einem Amtsentwurf konzipiert. Es lief am 6. Mai 1910 bei der Kaiserlichen Werft in Danzig vom Stapel und wurde am 13. August 1911 in Dienst gestellt. Indienststellungs-Kommandant war Kapitänleutnant Claus Rücker.

## Technik
Das Boot war 57,38 m lang und 6 m breit und hatte einen Tiefgang von 3,13 m sowie eine Verdrängung von 493 Tonnen über und 611 Tonnen unter Wasser. Die Besatzung bestand aus 22 bis 29 Mann, davon vier Offiziere. Die Maschinen für die Überwasserfahrt waren zwei von Körting gebaute Sechs- und Achtzylinder-Zweitakt-Petroleummotoren mit zusammen 735 kW (1.000 PS). Zur Unterwasserfahrt kamen zwei Elektromotoren von SSW mit zusammen 853 kW (1.160 PS) zum Einsatz. Damit waren Geschwindigkeiten von 14,2 kn über Wasser bzw. 8,1 kn unter Wasser möglich. Der Aktionsradius des Boots betrug bis zu 3.250 NM bei Überwasserfahrt. Bei getauchter Fahrt mit 5 kn Marschgeschwindigkeit wurden maximal 80 NM erreicht. Die maximale Tauchtiefe betrug 50 Meter. Das Boot konnte innerhalb von 50–90 Sekunden abtauchen. Die Bewaffnung bestand aus jeweils zwei Torpedorohren am Bug und Heck mit sechs Torpedos sowie einer 3,7-cm-Revolverkanone.

## Einsätze und Verbleib
U 12 führte in den Jahren 1914 und 1915 vier Kriegseinsätze durch, bei denen zwei Schiffe mit einer Gesamttonnage von 1.815 BRT versenkt wurden. Nach anderen Quelle wurden 2 Feindfahrten durchgeführt, dabei wurde ein Handelsschiff mit einer Gesamttonnage von 3.738 BRT sowie ein Kriegsschiff mit 820 Tonnen versenkt.
Am 11. November 1914 versenkte Forstmann mit U 12 das britische Minensuchboot Niger.
Am 9. März 1915, einen Tag vor dem eigenen Untergang, versenkte U 12 das britische Dampfschiff Aberdon (1.009 BRT).
Am 4. März 1915 lief U 12 von Helgoland zu einer Feindfahrt an der britischen Ostküste aus. Am Morgen des 10. März 1915 wurde das Boot von einem britischen Fischereifahrzeug bei dem Leuchtturm Fife Ness in der Nähe des schottischen Ortes Crail gesichtet. Die Fischer riefen die drei britischen Zerstörer Acheron, Ariel und Attack herbei. Die Zerstörer waren nach etwa einer Stunde zur Stelle und schossen auf das deutsche Boot. Kapitänleutnant Kratzsch ließ umgehend tauchen. Der Ariel gelang es jedoch, den Kommandoturm des wegtauchenden Bootes zu rammen, der zudem bereits durch mindestens einen Granattreffer beschädigt war. Dies zwang U 12 zum Auftauchen. Kratzsch wurde daraufhin im beschädigten Turm durch weiteren Artilleriebeschuss getötet. Die Besatzung des Bootes machte Sprengsätze mit Zeitzündern scharf, um es selbst zu versenken und eine Beschlagnahme durch die Briten zu verhindern. Die Selbstversenkung durch die folgende Explosion vollzog sich so rasch, dass nicht mehr alle Besatzungsmitglieder rechtzeitig von Bord gehen konnten. Von den 30 Mann überlebten zwei Offiziere sowie acht Unteroffiziere und Mannschaften, die durch die Briten gerettet wurden. U 12 sank etwa gegen 17 Uhr. Als ungefähre Position gelten folgende Koordinaten: 56° 7′ N, 2° 20′ W.
Das Wrack von U 12 wurde am 13. Januar 2008 von zwei schottischen Tauchern gefunden. Es befindet sich in rund 50 m Tiefe etwa 42,5 km vor der schottischen Hafenstadt Eyemouth.

## Sonstiges
U 12 war eines der ersten U-Boote, mit denen der Einsatz von Bordflugzeugen getestet wurde.

## Kommandanten
| Dienstgrad           | Name             | von             | bis               |
| -------------------- | ---------------- | --------------- | ----------------- |
| Oberleutnant zur See | Claus Rücker     | 13. August 1911 | 1. August 1914    |
| Kapitänleutnant      | Walter Forstmann | 1. August 1914  | 9. Februar 1915   |
| Kapitänleutnant      | Hans Kratzsch    | 9. Februar 1915 | 10. März 1915 (†) |